# Территориальная оборона (Россия)
Территориальная оборона в России — комплекс мероприятий, а также отряды, организуемые в военное время территориальными органами власти для борьбы с диверсионно-разведывательными группами и десантами, а также для охраны важных объектов на территории, где действует военное положение.

## Статус
По закону № 61 от 31.05.1996 «Об обороне» территориальная оборона создаётся на территории РФ или в отдельных её местностях, в период действия военного положения, которое объявляется указом президента. Указ о введении «среднего уровня реагирования» для приграничных регионов, в рамках которого органы власти могут принять такое решение, был подписан 19 октября 2022 года. Также региональные власти принимают свои положения о теробороне на основании непубличного Положения из указа президента от 1 июля 2014 года N 482 «Об утверждении Положения о территориальной обороне Российской Федерации» (ст. 22 п.3 закона «Об обороне»).
С принятием поправок в закон о воинской службе в июле 2023 года, главы отдельных регионов получат возможность создавать собственные военные компании и вооружать их. Эти компании могут заниматься защитой границы: борьбой с вооружёнными формированиями и уничтожать дроны. Этим предприятиям могут предоставлять оружие и патроны. Финансироваться они будут из федерального и регионального бюджетов. Ранее главы пограничных регионов предлагали закрепить в законодательстве возможность выдавать боевое оружие участникам территориальной обороны.

## Причины создания отрядов
Белгородская область и другие приграничные регионы после начала полномасштабного российского вторжения в Украину регулярно попадали под обстрелы. После украинского контрнаступления обстрелы приграничных районов Белгородской области значительно участились. Воюющий на стороне Украины «Русский добровольческий корпус» несколько раз совершал рейды и на некоторое время брал под контроль приграничные населённые пункты.

## История
С декабря 2022 года в Курской области заявляли о формировании добровольной народной дружины «Патриот». Из постов губернатора его телеграм-канале следовало, что такие дружины в районах охраняют приграничную полосу. Дополнительно они создавали пожарные отряды в обстреливаемых районах. Руководитель «Народной теробороны Воронежа» рассказал, что у добровольцев нет юридического лица, есть лишь устав, и что объединение существует за счёт добровольных пожертвований. Эта инициатива не относится к региональной теробороне, в которую входят сотрудники силовых ведомств. Власти Орловской области, которая не граничит с Украиной, в июле 2023 года решили создать свои отряды теробороны. Псковский губернатор Михаил Ведерников в июле 2023 года создал отряд под названием «Дружина Александра Невского».
Активнее всего отряды теробороны формировались в Белгородской области. Об этом губернатор Вячеслав Гладков рассказал в декабре 2022 года, но по словам командиров, тероборона появилась раньше — ещё в начале войны. К июлю 2023 года власти создали восемь батальонов, в них состоят почти 3 тысячи человек. Отряды формируются из непригодных к службе — по возрасту или здоровью, — но имеющих боевой опыт. Эти добровольцы имеют статус «общественников» — им полагаются удостоверения. Они занимаются патрулированием и охраной объектов, что вылилось в инциденты с задержаниями приезжавших журналистов.

### Вооружение
Отряды теробороны имеют статус формирований, близких к народным дружинам, а потому первоначально не могли быть вооружены. Закон предусматривал для них только гражданское и охотничье оружие.
2 августа 2023 года участникам теробороны Белгородской и Курской областей начали выдавать гражданские карабины «Сайга-МК» на базе АК-74 и противодроновые ружья. Губернатор Белгородской области сообщал, что каждый из восьми отрядов теробороны региона снабжен пятью внедорожниками, цифровыми автомобильными радиостанциями и квадрокоптерами. В Кремле заявили, что выдача оружия отрядам теробороны осуществляется в соответствии с законом и в связи с обстановкой в Белгородской области.
Карабины «Сайга-МК» не имеют функции стрельбы очередями, при сложенном прикладе возможность выстрела блокируется. Иногда их снаряжают 30-зарядными магазинами с пулевыми патронами — закон допускает такие модификации для спортивного оружия. Также некоторые карабины дополнительно модифицировали коллиматорными и оптическими прицелами, то есть сделали их ближе к боевому оружию. Однако против диверсионных групп с таким оружием выстоять сложно. ДРГ часто вооружены по первому разряду, в том числе западным автоматическим оружием, также у них могут быть например подствольные и автоматические гранатомёты и дроны. К тому же карабины закрепили только за «наиболее опытными бойцами» дружин.